# Белеет ли в поле пороша...
„Белеет ли в поле пороша...“ с оригинално заглавие „Альоша“ е песен, написана през 1966 г. от поета Константин Ваншенкин и композитора Едуард Колмановски, посветена на пловдивския паметник – „Альоша“. До 1989 г. тя е приемана за неофициален химн на града.
През 1962 г. Едуард Колмановски посещава България, включително и град Пловдив на паметника Альоша. В града му разказали историята за неговия произход. Когато се завърнал у дома, Колмановски споделя видяното и чутото в Пловдив с поета Константин Ваншенкин, който е увлечен от темата и скоро написва нейния текст.
Публикувана е през 1966 г. във военното списание „Старшина“ в брой, посветен на българо-съветската дружба. През 1967 г. ансамбълът на Съветската армия „Александров“ изпълнява тази песен за първи път. Тя прозвучава в подножието на пловдивския паметник. През 1968 г. „Альоша“ е изпълнена с голям успех от Московския хор на младежта и студентите на IX Световен фестивал на младежта и студентите в София.
За слушателите в СССР песента е наистина „открита“ от Маргарет Николова и Георги Кордов.

## Изпълнители
- Ансамбъл за песни и танци на Руската армия „Александър Александров“
- Маргрет Николова
- Георги Кордов
- Филип Киркоров
- Бедрос Киркоров
- Евгени Минчев
- Бисер Киров